# Plante palustre
Une plante palustre est une plante vivant dans des marécages ou aux abords d'étangs.

## Description
Les plantes palustres partagent certaines caractéristiques avec les plantes terrestres en ce que leurs racines leur servent à se nourrir (tandis que les plantes aquatiques ne les utilisent que pour s'attacher au fond), mais également avec les plantes aquatiques en ce qu'elles ont besoin de beaucoup d'eau, voire d'être submergées complètement régulièrement.
Parmi les espèces de plantes appréciées des aquariophiles se trouve Proserpinaca palustris.